# Promonhystera
Promonhystera är ett släkte av rundmaskar. Promonhystera ingår i familjen Monhysteridae.
Kladogram enligt Catalogue of Life:
| Promonhystera | \| \| Promonhystera faber \| \| \| \| \| \| Promonhystera tricuspidata \| \| \| \| |
|               | \| \| Promonhystera faber \| \| \| \| \| \| Promonhystera tricuspidata \| \| \| \| |
|               | Promonhystera faber                                                                |
|               |                                                                                    |
|               | Promonhystera tricuspidata                                                         |
|               |                                                                                    |